# Гордость янки
«Гордость «Янки» (англ. The Pride of the Yankees) (1942) — американская биографическая спортивная драма режиссёра Сэма Вуда с Гэри Купером в главной роли. Премьера фильма состоялась 14 июля 1942 года. Лента повествует о жизни легендарного игрока бейсбола Лу Герига, скончавшегося за год до премьеры.
По версии Американского института киноискусства картина занимает ряд мест:
- 11-е место в списке мужчин 100 звёзд (Гэри Купер).
- 38-е место в списке 100 киноцитат («Сегодня я считаю себя самым счастливым человеком на земле»).
- 22-е место в списке 100 вдохновляющих фильмов.
- 3-е место в «10 лучших фильмов о спорте» списка 10 фильмов из 10 жанров.

## Сюжет
Во вступительных титрах выражается благодарность миссис Лу Гериг, мистеру Эду Бэрроу и Кристи Уолш, которая помогла с сотрудничеством с командой «Нью-Йорк Янкис».
«Это история героизма, проявленного в мирное время в повседневной жизни. Это история застенчивого молодого человека, который в расцвете своей славы стал примером простоты и скромности для молодёжи Америки. Он встретил смерть с той же стойкостью и силой духа, с какой её встречают тысячи молодых американцев на далёких полях сражений. Он оставил после себя память о мужестве и самопожертвовании, которое навсегда останется в сердцах людей. Это история Лу Герига.»
Генри Луи «Лу» Гериг, сын немецких эмигрантов, «покупает» себе место в дворовой бейсбольной игре, показывая карточку с Бейбом Рутом, после чего встаёт на позицию отбивающего, когда одного из мальчиков зовут домой. Отбитый мяч разбивает витрину магазина, родителям приходится заплатить 18 долларов 50 центов. Полицейский хвалит удар Герига. Кристина Гериг призывает сына учиться и выбиться в люди подобно дяде Отто, ставшего инженером, а не стать как они — дворником и кухаркой.
1923 год. Лу вот уже два года является студентом Колумбийского университета, где работает его консервативная мать, где учится на инженера. Молодой человек обладает даром бейсболиста, он играет на позиции полузащитника. После дискуссий ему дают значок кандидата в братство. В окно спортивного отделения университета попадает мяч. На студенческом балу Гериг знакомится с мисс Майрой Тинсли, скромный Лу через намёк приглашает ту на танец. Они говорят о перспективах Герига на бейсбольном поприще, на прощание девушка дарит молодому человеку несколько цветочков. На собрании братства рассвирепевший Лу, обслуживающий членов, нападает на одного из них, когда тот начинает смеяться над ним и Майрой. Разошедшийся Гериг не хочет слушать предложение Сэма Блейка, спортивного журналиста.
Мать Лу заболевает, Гериг принимает решение заработать на лечение. Не прочитав контракт, он подписывает его и попадает в большой бейсбол. Гериг много играет, стремительно проделывая путь вверх в карьере в Малой лиге, о восходящей звезде пишут в газетах, ему приходит множество писем с приглашениями. Вскоре Лу получают приглашение от «Нью-Йорк Янкис». С помощью отца Генриха Лу пытается скрыть от матери свои спортивные успехи. Женщине слышится «Гарвард» вместо «Хартфорд», она думает, что сын поедет продолжать обучение. На прощание он просит отца что-то придумать.
Вначале в команде к новичку относятся со снисхождение и лёгким пренебрежением, но сильная, последовательная игра Лу меняет отношение игроков. Мистер Гериг радуется успехам сына из газеты, но поспешно пытается скрыть новость от жены. Вбежавшие соседи всё портят, миссис Гериг разочаровывается, о чём наедине сообщает сыну. Миссис Гериг отказывается посетить игру.
Супруги Гериг заранее приходят на поле, мистер Гериг объясняет жене принцип игры в бейсбол. «Нью-Йорк Янкис» одерживают серию побед, становясь доминирующей командой.
Во время игры в Чикаго в Comiskey Park Гериг спотыкается об лежащие на бровке поля бейсбольные биты. Это забавляет зрителей. Одна из зрителей, Элеонора Твичелл, смеясь называет его «растяпой». Ему в голову случайно попадает мяч, но он просит не заменять его. Позднее Герига приглашают пообедать вместе с Элеонорой.
В поезде игроки крадут новую соломенную шляпу Бейба Рута и откусывают от неё по кусочку, к ним присоединяется Лу. Репортёр Хэнк Ханнеман, попутчик Блейка, говорит тому, что считает Герига недотёпой, хорошо отбивающего мячи. Блейк защищает Герига.
Миссис Гериг находит в чемодане у сына смокинг, вопрошая, является ли она до сих пор «его любимой девушкой». На следующей игре за «Растяпой» с интересом наблюдают болельщики, Лу становится их любимцем. Сэм Блейк передаёт Элеоноре приглашение от Лу. Отношения Лу и Элли переходят на новый уровень — вечером тот выигрывает девушке множество игрушек в аттракционе с битой. Перед ужином он бьёт в силомер, выбив максимальное значение. Трапеза сопровождается выступлением. Лу сообщает Элли, что завтра уезжает из Чикаго, та думает, что у бейсболиста, как у моряка в каждом порту, есть девушка — в Филадельфии, Сент-Луисе, Кливленде, Детройте, Вашингтоне и Нью-Йорке, но Гериг опровергает этот домысел, кроме «девушки из Чикаго». Они танцуют.
Бейб Рут посещает мальчика Билли в больнице Сент-Луиса ради фотографий для газеты, после чего раздаёт автографы персоналу. Гериг даёт ребёнку автограф на мяче и обещает сделать для него два хоумрана в предстоящем чемпионате Нью-Йорк-Сент-Луис.
«Король биты» Рут делает обещанный хоумран для Билли. Мальчик и родители Герига слушают трансляцию по радио. В первом ининге благодаря хоумрану Лу счёт 2-0. Гериг выбивает три страйка и попадает в аут. Блейк, поспоривший с Ханнеманом на десять долларов, повышает ставку до двадцати. Шестой ининг, Лу волнуется и вновь выбивает три страйка. Счёт после восьми инингов — 2-0, 0-0, 0-1, 0-1, 0-0, 0-1, 0-0, 1-0. Ставка повышается до тридцати долларов. Геригу удаётся сделать второй хоумран. Радостный мистер Гериг разворачивает портрет шурина лицом к стене.
Лу приходит к дому Элли в четыре часа утра. Его замечает полицейский, но, узнав имя влюблённого, смягчается. Вскочившая с постели девушка обнимает Герига, тот предлагает ей выйти за него замуж.
Семья ожидает приезда сына. Мистер Гериг гневается, увидев, что кондитер сделал торт, на вершине которого его сын-левша держит биту в правой руке. Лу знакомит Элли с семьёй, миссис Гериг принимает известие о женитьбе с прохладой.
Влюблённые много переписываются и звонят друг другу. 26 августа 1933 года Элли получает письмо, в котором Лу просит её приехать в Нью-Йорк обжить квартиру. Та выбирает с будущей свекровью мебель, миссис Гериг дарит девушке точную копию ковра, который был у них. Элли замечает, что миссис Гериг без её ведома поменяла тип обоев на те, которые были у Лу в детстве. Мистер Гериг впервые даёт сыну совет, говоря, что женат уже 35 лет. Лу выпроваживает рабочих и говорит с матерью об интерьере, переубеждая властную женщину. Влюблённые женятся в новостройке. Блейк везёт молодожёнов на матч, машину останавливают двое полицейских на мотоциклах. Те, узнав, кого везёт репортёр, не выписывают штраф. Автомобиль сопровождает конвой.
Гериг выбивает мяч на зрительские трибуны, тем пытаются завладеть фанаты. Вальяжно пробегающий Лу делает хоумран в честь новоиспечённой жены. Репортёры делают снимки целующейся пары.
19 июня. Блейк приходит поздравить друга с Днём Рождения, но Герига не оказывается дома. Элли тоже не знает, где находится супруг, говоря, что это уже четвёртый раз за десять недель, и подозревая мужа в измене. Оба едут к месту, где тот проводит время, Блейк грозится расквитаться с Лу, когда они застукают его. Машина подъезжает к полю, где Лу играет с ребятишками в бейсбол.
Элли протирает многочисленные кубки мужа. Метельным зимним днём супруги вспоминают день своей встречи.
Супруги едут на море, Блейк на время лишается репортажа, так как Гериг запрещает тому писать о его личной жизни.
Блейк недоволен Ханнеманом, так как в газете, где тот работает вышла статья, в которой Герига назвали «экс-королём биты».
Элли разглядывает большой альбом, посвящённый жизни мужа — окончание школы № 113, получение прозвища «Растяпа», игровые успехи.
Элли наклеивает газетные вырезки о смерти менеджера «Янки» Миллера Хаггинса, о новом менеджере Джо Маккарти. об уходе Бейба Рута, о новой должности мужа в качестве капитана команды. Герига называют «Железным конём» (англ. Iron Horse) и «Стальным Лу», он становится национальным героем. Он находится на пике карьеры, у него толпы поклонников и обожающая жена.
День 2000-го матча Герига. Лу и Элли напоминают об этом родители. Элли предлагает супругу впервые пропустить игру, дабы создать сенсацию, но тот отказывается. Мистер и миссис Гериг, полностью поменявшая своё мнение и более не считающая профессию инженера и своего брата тем, к чему должен стремиться сын, продолжают присутствовать на матчах и активно обсуждать игру. Лу приносит домой огромный венок с надписью «Удачи, Лу Гериг», команда выиграла несмотря на три аута своего лучшего игрока. Во время дурачества боль в плече, которую Лу почувствовал ещё на игре, усилилась.
Лу, пошатываясь при отбитии мяча и не успевая сделать хоумран, с растущей тревогой начинает замечать, что его силы постепенно убывают. Хотя он продолжает играть, но его физическое состояние продолжает неумолимо ухудшаться. «Янки» проигрывают матч, недовольные зрители, обсуждая слабую игру Герига, жалеют, что потратили деньги. В раздевалке один из игроков бьёт другого за то, что тот нелестно высказался о капитане. Лу, почувствовав резкую слабость, падает со стула перед всей командой, но те делают вид, что не заметили этого. Горожане уверены, что Гериг вернётся в прежнюю форму.
1939 год. В Детройте во время игры Лу говорит менеджеру Джо Маккарти, что не сможет играть. Замена вызывает волнение на трибунах. Блейк подытоживает результаты карьеры друга — 14 лет и 2130 сыгранных подряд игр. После обследования врач сообщает Геригу ужасную новость: он страдает редким, неизлечимым заболеванием. С бейсболом придётся попрощаться, также у него осталось мало времени. Пришедшая Элли читает по глазам присутствующих, что её муж скоро умрёт. Она решает не говорить Лу, что обо всём знает, и рыдает на плече Блейка.
1940 год. С сожалением наблюдающая за собирающимся посвистывающим мужем Элли смешит того, надев накладные усы и притворившись репортёром. Лу дарит жене браслет, сделанный из своих наград, та плачет якобы от радости.
На стадионе «Янки» проходит матч в честь Лу Герига. Гериг встречается с повзрослевшим и самостоятельно ходящим Билли. Они прощаются, подросток уходит со слезами на глазах. Под громогласные аплодисменты легенда бейсбола выходит на поле. Джо Маккарти вручает Геригу табличку «Не уходи» и кубок от команды, мэр Нью-Йорка и министр почты США пожимают ему руку, экс-игрок «Янкис» Бейб Рут обнимает приятеля.
Лу произносит речь: «Я выходил на бейсбольное поле 16 лет, и всегда встречал только доброту и поддержку от вас, зрители. Мне выпала огромная честь играть с великими ветеранами бейсбола, стоящими слева от меня, несокрушимыми „Янки“, командой чемпионов 27-го года. Также мне выпала честь жить и играть с парнями, стоящими справа от меня, прекрасными спортсменами, сегодняшними „Янки“. На мою долю выпали слава и незаслуженные похвалы от парней, сидящих на местах для прессы, моих друзей, спортивных журналистов. Я работал с двумя великими менеджерами — Миллером Хаггинсом и Джо Маккарти. У меня есть мать и отец, которые сделали для меня всё и всегда поддерживали меня. У меня есть жена, спутница жизни, мужеством которой я восхищаюсь. Люди говорят, что мне не повезло. Но сегодня… сегодня я считаю себя самым счастливым человеком на земле».
Со слезами на глазах объявив об уходе из спорта, Гериг заканчивает речь и уходит, сопровождаемый криками фанатов.

## В ролях
- Гэри Купер — Генри Луи (Лу) Гериг
- Тереза Райт — Элеонора «Элли» Твичелл, жена Герига
- Уолтер Бреннан — Сэм Блейк, репортёр, друг Герига
- Бейб Рут — камео
- Дэн Дьюриа — Хэнк Ханнеман
- Людвиг Стоссел — Генрих Гериг, отец Лу
- Эльза Янссен — Кристина Гериг, мать Лу
- Вирджиния Гилмор — Майра
- Гарри Харви — Джо Маккарти, репортёр
- Эрни Адамс — Миллер Хаггинс
- Дэвид Холт — Билли в 17 лет
- Билл Дикки — камео
- Марк Кёниг — камео
- Боб Мьюзел — камео

В титрах не указаны
- Фрэнк Фэйлен — тренер «Янкис» на третьей базе
- Хейни Конклин — мужчина, клеящий обои
- Лестер Дорр — разочарованный фанат

## Награды и номинации
Монтажёр Дэниел Манделл выиграл «Оскар» за работу над фильмом. Кроме того, лента получила ещё десять номинаций::
- Лучший фильм (Сэмюэл Голдвин)
- Лучшая мужская роль (Гэри Купер)
- Лучшая женская роль (Тереза Райт)
- Лучший литературный первоисточник (Пол Гэллико)
- Лучший адаптированный сценарий (Джо Сверлинг, Херман Манкевич)
- Лучшая операторская работа (чёрно-белый фильм) (Рудольф Мате)
- Лучшая работа художника-постановщика (чёрно-белый фильм) (Перри Фергюсон, Говард Бристол)
- Лучшая музыка (драматический или комедийный фильм) (Ли Харлайн)
- Лучшие спецэффекты (Джек Косгроув, Рэй Бингер, Томас Т. Мултон)
- Лучшая запись звука (Томас Т. Мултон)